# Hiroaki Hiraoka
Hiroaki Hiraoka (japonsky 平岡 拓晃), (* 6. února 1985 v Hirošimě, Japonsko) je bývalý japonský zápasník-judista, stříbrný olympijský medailista z roku 2012.

## Sportovní kariéra
S judem začal v 6 letech pod vedením svého otce. V japonské seniorské reprezentaci prosazoval od roku 2004 jako student univerzity v Cukubě. Jeho osobní technikou bylo seoi-nage a sode-curikomi-goši. V roce 2008 si na úkor zkušeného Tadahira Nomury zajistil účast na olympijských hrách v Pekingu a způsobil jednu ze senzací her. V prvním kole narazil na Američana Tareje Williams-Murraye a podle papírových předpokladů měl postoupit do druhého kola. Američan ho však po celý zápas koncentrovaným výkonem nepustil do úchopu a minimálním bodovým ziskem (koka) za kontrachvat z turnaje vyřadil. I přes tento nezdar si v dalších letech udržoval pozici reprezentační jedničky v superlehké váze před duem Hirofumi Jamamoto a Masaaki Fukuoka.
V roce 2012 si zajistil nominaci na olympijské hry v Londýně. Ve čtvrtfinále svedl napínavou bitvu s Francouzem Sofiane Milousem. Francouz byl na jeho judo připraven a ještě půl minuty před koncem prohrával na juko (za šido). Vyrovnat se mu podařilo deset sekund před koncem technikou kosoto-gake. V prodloužení byl aktivnější než Milous a po hantei (praporky) postoupil až do finále, kde narazil na Rusa arménského původu Arsena Galsťana. Po minutě boje kontroval Galsťanovu uči-matu, ale šikovný Rus ho v průběhu kontrachvatu kontroval technikou soto-makikomi na ippon. Získal stříbrnou olympijskou medaili. V roce 2013 se podrobil operaci bolavého ramene a na tatami se vrátil v pololehké váze v roce 2014. V japonské reprezentaci se již neprosadil.

### Vítězství v SP
- 2007 – 1x světový pohár (Tbilisi)
- 2008 – 1x světový pohár (Paříž)
- 2010 – 1x světový pohár (Rio de Janeiro)
- 2011 – 1x světový pohár (Düsseldorf)

## Výsledky
| Turnaj            | 2004            | 2005            | 2006            | 2007            | 2008            | 2009            | 2010            | 2011            | 2012            |
| Turnaj            | 19              | 20              | 21              | 22              | 23              | 24              | 25              | 26              | 27              |
| Turnaj            | superlehká váha | superlehká váha | superlehká váha | superlehká váha | superlehká váha | superlehká váha | superlehká váha | superlehká váha | superlehká váha |
| ----------------- | --------------- | --------------- | --------------- | --------------- | --------------- | --------------- | --------------- | --------------- | --------------- |
| Olympijské hry    | —               |                 |                 |                 | úč.             |                 |                 |                 | 2.              |
| Mistrovství světa |                 | —               |                 | —               |                 | 2.              | 3.              | 2.              |                 |
| Asijské hry       |                 |                 | —               |                 |                 |                 | 2.              |                 |                 |
| Mistrovství Asie  | —               | —               |                 | úč.             | 1.              | —               |                 | —               | —               |
| MS juniorů        | 3.              |                 |                 |                 |                 |                 |                 |                 |                 |